# بوئینگ دیفنس اسپیس اند سکیوریتی

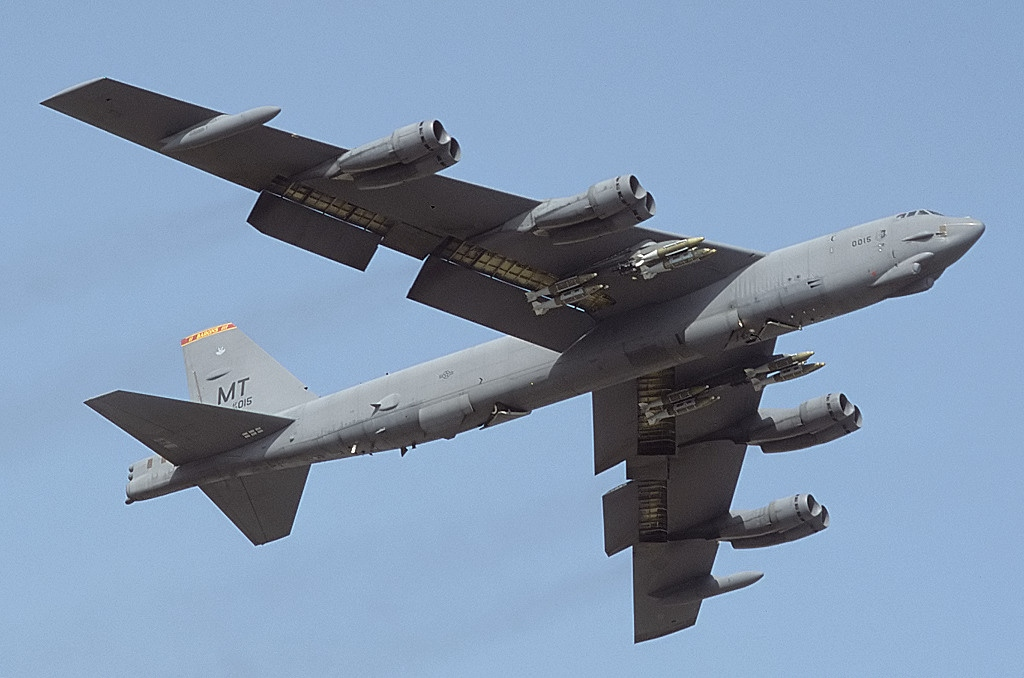
بوئینگ بی-۵۲

بوئینگ دیفنس اسپیس اند سکیوریتی (به انگلیسی: Boeing Defense, Space & Security) شرکت صنایع هوافضایی و صنایع جنگ‌افزاری آمریکایی است، که به‌عنوان زیرمجموعه‌ای از شرکت بوئینگ، وظیفه طراحی، توسعهٔ فناوری و ساخت هواپیماهای جنگنده، تانکرهای سوخت‌گیری هوایی، بالگردها، سامانه‌های دفاع موشکی، موشکی و ماهواره‌ای، تجهیزات هوانوردی، پرواز فضایی، سامانه‌های شاتل‌ها و ایستگاه‌های فضایی را بر عهده دارد.
شرکت بوئینگ دیفنس اسپیس اند سکیوریتی در سال ۲۰۰۲ از ادغام شرکت‌هایی چون: هیوز ستلایت سیستمز، هیوز هلیکوپترز، مک‌دانل داگلاس هلیکوپترز، بوئینگ هلیکوپترز، مک‌دانل، نورث امریکن اوییشن، شرکت هواپیماهای نظامی بوئینگ و راکول اینترنشنال راه‌اندازی شد. دفتر مرکزی این شرکت در شهر برکلی، میزوری، ایالات متحده آمریکا قرار دارد.